# Carboxipeptidasa B
La carboxipeptidasa B (protaminasa, peptidil-l-linasina (-L-arginina) hidrolasa, EC 3.4.17.2, carboxipeptidasa tisular B, carboxipeptidasa pancrática B) es un tipo de proteasa, también conocidas como peptidasas, clasificadas dentro de la família de las carboxipeptidasas.
Se trata de una enzima de especial importancia en el campo de la biología, que destaca por su participación activa en la digestión, de la misma manera que la carboxipeptidasa A. Su estructura comparte un 49% de las secuencia de aminoàcidos.

## Estructura
Es codificada por el gen CPB1 y su cadena peptídica no glicosilada, constituida por una secuencia de 99 aminoácidos, suele presentarse en estado monomérico.
Está registrada como carboxipeptidasa con el número EC 3.4.17.2..

## Función
Hidroliza un enlace peptídico situado en el extremo carboxi-terminal de una proteína o polipéptido, liberando de esta forma el aminoácido situado al final de la cadena a condición de que sea una lisina o una arginina, debido a que las carboxipeptidasas B cortan aminoácidos con carga positiva. Por la cual cosa, gracias a esta enzima es posible digerir la mayoría de proteínas ingeridas de manera adecuada.